# Luis Fernando Castillo Mendez
Luis Fernando Castillo Mendez (Caracas, 4 dicembre 1922 – Brasilia, 29 ottobre 2009) è stato un vescovo venezuelano naturalizzato brasiliano, membro della Chiesa cattolica apostolica brasiliana, non in comunione con il Vescovo di Roma. Dal 1961 al 2009 si è autoproclamato patriarca della stessa chiesa brasiliana. Era anche a capo delle Igrejas Catolicas Apostolicas Nacionales (ICAN) e della Worldwide Communion of Catholic Apostolic National Churches (WCCAC), tentativi di formare un'associazione internazionale di chiese cattoliche indipendenti. Fu ordinato sacerdote nel 1944, e immediatamente censurato, e successivamente non venne riconosciuto come sacerdote cattolico romano. L'8 marzo 1947, fondò la Iglesia Católica Apostólica Venezolana (Chiesa cattolica apostolica venezuelana indipendente, ICAV), venendo successivamente scomunicato dalla Santa Sede. Il 3 maggio 1948, fu consacrato vescovo e patriarca per la stessa chiesa venezuelana dal vescovo scomunicato Carlos Duarte Costa a Panama. Egli succedette, successivamente, a Duarte Costa e divenne presidente del Consiglio episcopale dell'ICAB nel 1982. Morì nel 2009.

## Biografia
Nato a Caracas il 4 dicembre 1922 da Castillo Lopez e Carmen Mendez, aveva cinque fratelli: Ramón, Domingo, Cecilia, José de Jesús e Antonio Obdulio, e fu battezzato il 22 dicembre successivo. Fu espulso due volte da seminari cattolici, e nel 1938 incarcerato per travestirsi da sacerdote e sospettato di avere una fissazione patologica con il sacerdozio. In seguito si recò in Spagna, dove presentò documenti che lo autorizzavano a essere ordinato sacerdote e, il 10 agosto 1944, il vescovo di Solsona Valentín Comellas y Santamaría lo ordinò nella Cattedrale di Santa Maria. Le autorità cattoliche romane hanno immediatamente respinto l'ordinazione e, dopo essere stato incarcerato dalle autorità, ha accettato di lasciare il paese.
Al suo ritorno in Venezuela, dichiarò di essere stato coinvolto in un movimento chiamato Curas Criollos ("sacerdoti nativi", letteralmente "sacerdoti creoli") ed entrò in contatto con Carlos Duarte Costa. Nel frattempo, per screditare e interrompere i piani della Chiesa cattolica, le forze anticlericali e progressiste incoraggiavano Mendez a continuare nella sua missione. È anche per questo che, nel 1947, Castillo Mendez con altri tre confratelli istituì formalmente la Chiesa cattolica apostolica venezuelana. Come la chiesa cattolica brasiliana, la chiesa venezuelana era indipendente dal Vaticano, e avrebbe usato lo spagnolo al posto del latino nella liturgia; avrebbe anche permesso al clero di sposarsi. Castillo Méndez registrò ufficialmente la nuova chiesa presso il Ministero degli interni all'inizio del 1947, con dichiarazioni giurate firmate da 250 confratelli sacerdoti che lo avevano eletto all'unanimità vescovo di Caracas. Il ministro degli Interni ordinò immediatamente alla polizia federale di assicurarsi che Castillo Méndez non indossasse le vesti o le insegne dell'ufficio di un vescovo. La nuova chiesa ha ricevuto l'approvazione pubblica da parte dell'azione democratica e dei partiti comunisti.
L'8 marzo 1947 Castillo Mendez e gli altri tre fondatori furono scomunicati dalla Chiesa cattolica. L'arcivescovo di Caracas Lucas Guillermo Castillo Hernández, dichiarò che i quattro sacerdoti avevano "...violato il dogma fondamentale della Chiesa cattolica romana e ritenuto concetti blasfemi, oltre a ideali offensivi per la persona e l'autorità di papa Pio XII..." L'avviso affermava inoltre che coloro che sostenevano questa nuova chiesa sarebbero stati scomunicati.

### Chiesa cattolica apostolica brasiliana

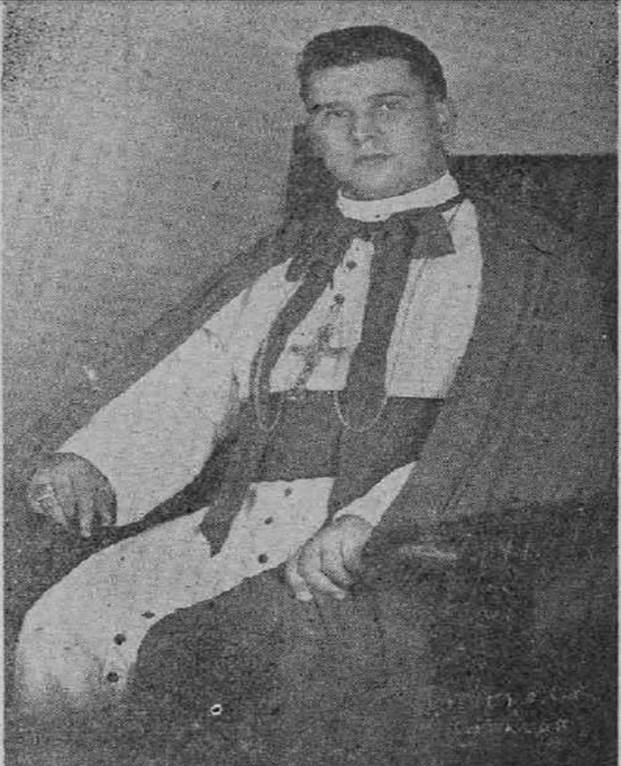
Castillo Mendez nel 1948

Nel 1947 Castillo Mendez era parroco della parrocchia (nazionale) di Santa Teresa a Caracas. Essendo stato eletto leader dai suoi compagni sacerdoti nella nascente chiesa nazionale, cercò di andare in Brasile per ricevere la consacrazione episcopale da Duarte Costa. Tuttavia, il governo venezuelano non ha acconsentito a questo viaggio, né avrebbe permesso a Duarte Costa di entrare in Venezuela. Alla fine, Castillo Mendez e Carlos Duarte Costa hanno preso accordi per incontrarsi nella zona del Canale di Panama, sotto la giurisdizione degli Stati Uniti, che all'epoca non aveva relazioni diplomatiche formali con il Vaticano. Il 3 maggio 1948 Duarte Costa consacrò Castillo Mendez vescovo, con il titolo di vescovo di Caracas e Primate del Venezuela.
Dopo un repentino cambio di governo, Castillo Mendez fuggì in Brasile il 21 giugno 1950, dove fu nominato da Duarte Costa come vicario parrocchiale e vescovo diocesano di Uberlândia nello stato del Minas Gerais. Nel 1957 fu trasferito a Rio de Janeiro, dove prestò servizio come vescovo ausiliare. Fu riassegnato a Brasilia nel 1960 dove prestò servizio come vescovo diocesano dello stato di Goiás. L'erezione della diocesi di Brasilia ha preceduto di cinque anni quella di quella cattolica romana, a seguito della quale la gerarchia cattolica è stata costretta a riconoscere, il titolo di vescovo di Brasilia a Castillo Mendez. Nel 1961 ottenne la cittadinanza brasiliana.

## Liturgia

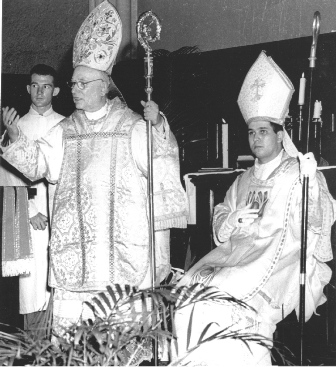
Mons. Castillo Mendez (a destra) mentre viene consacrato vescovo da mons Carlos Duarte Costa.

Alla morte di Duarte Costa, nel 1961, la leadership della Chiesa cattolica apostolica brasiliana fu apparentemente presa da diverse persone, spesso per periodi molto brevi. Inizialmente Antidio Jose Vargas subentrò come supervisore generale, seguito da Pedro dos Santos Silva come primo presidente del Consiglio episcopale e Luigi Mascolo negli anni '70. Nel 1982 Castillo Mendez era diventato il leader indiscusso, e fu eletto come presidente del consiglio episcopale dell'ICAB. Nel 1988 fu designato come "Patriarca dell'ICAB", e nel 1990 gli fu conferito il titolo di "Patriarca dell'ICAN" (Unione delle Chiese Apostoliche Nazionali Cattoliche), carica che mantenne fino alla sua morte, avvenuta nel 2009.
Si ritiene che Castillo Mendez usasse il pontificale tridentino in lingua locale per tutte le consacrazioni episcopali: sotto la sua guida, e anche in precedenza, i riti dell'ICAB venivano spesso modificati o riformati; inoltre, il rito tridentino in una forma vernacolare non autorizzata non poteva più essere considerato tale. Come la Chiesa ortodossa orientale e altre chiese cristiane, ha negato l'infallibilità papale e non ha sostenuto il celibato sacerdotale obbligatorio. Castillo Mendez ha acquisito una pergamena con la benedizione papale di Giovanni Paolo II, cosa che comunque può essere richiesta da chiunque.